# خوان خیمنز (بازیکن فوتبال)
خوان خیمنز (انگلیسی: Juan Giménez؛ زادهٔ ۱۶ فوریهٔ ۱۹۲۷) بازیکن فوتبال اهل آرژانتین است.
از باشگاه‌هایی که در آن بازی کرده‌است می‌توان به باشگاه فوتبال اتلتیکو هوراکان اشاره کرد.
وی همچنین در تیم ملی فوتبال آرژانتین بازی کرده‌است.